# Nouha Dicko
Nouha Dicko (ur. 14 maja 1992 w Saint-Maurice) – francuski piłkarz występujący na pozycji napastnika w Hull City.